# Alberta magna
Alberta magna es una especie de arbusto de la familia de las rubiáceas. Es originaria de África del Sur en KwaZulu-Natal. Este es un arbusto o árbol muy impresionante, sobre todo cuando está en flor o con fruta. Esta especie no sólo es atesorada por los coleccionistas de los árboles y los jardineros por su belleza, sino también porque es un árbol protegido en la familia Rubiaceae.

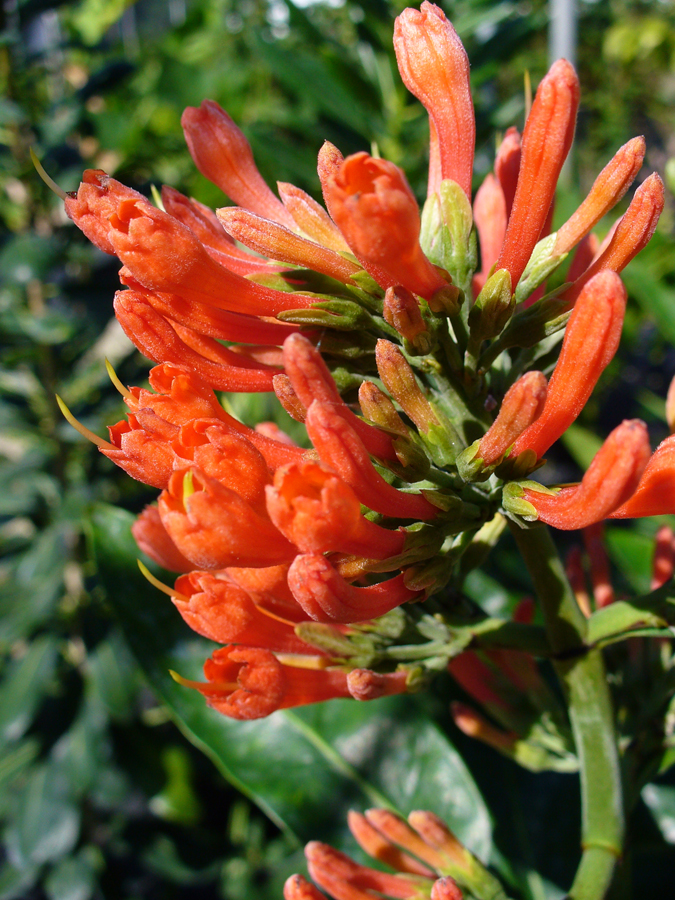
Inflorescencia.

## Descripción
En la madurez tiene la corteza de los tallos es gris, las ramas son de color verde o marrón.  La corona de brillante follaje siempre verde hace irisaciones de un rojo brillante, las flores son tubulares y se forman en el extremo de las ramas a fines de verano / otoño (febrero-junio).  Las flores tienen unos 2,5 cm de largo y son de color rojo brillante con un cáliz peludo.  Seguidos por  frutas pequeñas con grandes alas escarlata. 
Las hojas son simples y opuestas de 7.5-13 cm de largo y hasta unos 5 cm de ancho, oblongas u ovales.  Las hojas son brillantes de color verde oscuro por el haz y más pálido por el envés, con una nervadura central de color amarillento. Los nervios laterales son a veces visibles en el envés de la hoja.
Alberta magna  crece muy bien en la costa a una altitud de 1 800 metros, y puede formar un árbol de tamaño mediano, de hasta 13 m de altura.
La corteza de este árbol se utiliza en la medicina tradicional, pero la madera  es casi inútil.  Se rompe fácilmente, de ahí el nombre común "breekhout".

## Cultivo
Se reproduce por esqueje, la germinación por semillas es irregular. De difícil cultivo, no soporta la sequedad extrema o un clima muy cálido y seco a la vez, tampoco el frío intenso. La madera es muy frágil. Quiere suelo bien drenado, ligero, en posición ventilada y al sol, con abundante agua. Plantar en un gran hoyo. En maceta, tierra fibrosa y turba. En jardín suele crecer despacio, 20-30 cm. anuales. Bien plantado, florece en un par de años.

## Propiedades
Indicaciones: La corteza se usa en medicina tradicional.
Otros usos: Utilizada como planta ornamental. 

## Taxonomía
Alberta magna  fue presentada por Ernst Heinrich Friedrich Meyer, quien fue profesor de medicina en la Universidad de Gotinga y profesor asociado de la botánica en Koningsberg. Llamó al género Alberta y a una especie, magna en honor de Albertus Magnus, cuyo verdadero nombre era Graf von Bollstädt, un filósofo famoso o teólogo alemán que vivió entre los siglos 12 y 13 y escribió De vegetabilus, un trabajo botánico en siete volúmenes.
Alberta magna fue descrita por Ernst Heinrich Friedrich Meyer y publicado en Linnaea 12: 258, en el año 1838.